# Willson Contreras
Willson Eduardo Contreras (Puerto Cabello, 13 maggio 1992) è un giocatore di baseball venezuelano, ricevitore di 32 anni per i St. Louis Cardinals della Major League Baseball.

## Carriera

### Minor League (MiLB)
Contreras firmò il 2 luglio 2009, all'età di 17 anni, come free agent internazionale con i Chicago Cubs. Incominciò a giocare nel 2009 nella Dominican Summer League della classe Rookie, dove completò anche la stagione 2010. Nel 2011 venne spostato negli Stati Uniti, dove militò nella classe A-breve per due stagioni. Nel 2013 giocò nella classe A e l'anno seguente nella classe A-avanzata. Nel 2015 partecipò alle partite della Doppia-A. Iniziò la stagione 2016 nella Tripla-A.

### Major League (MLB)

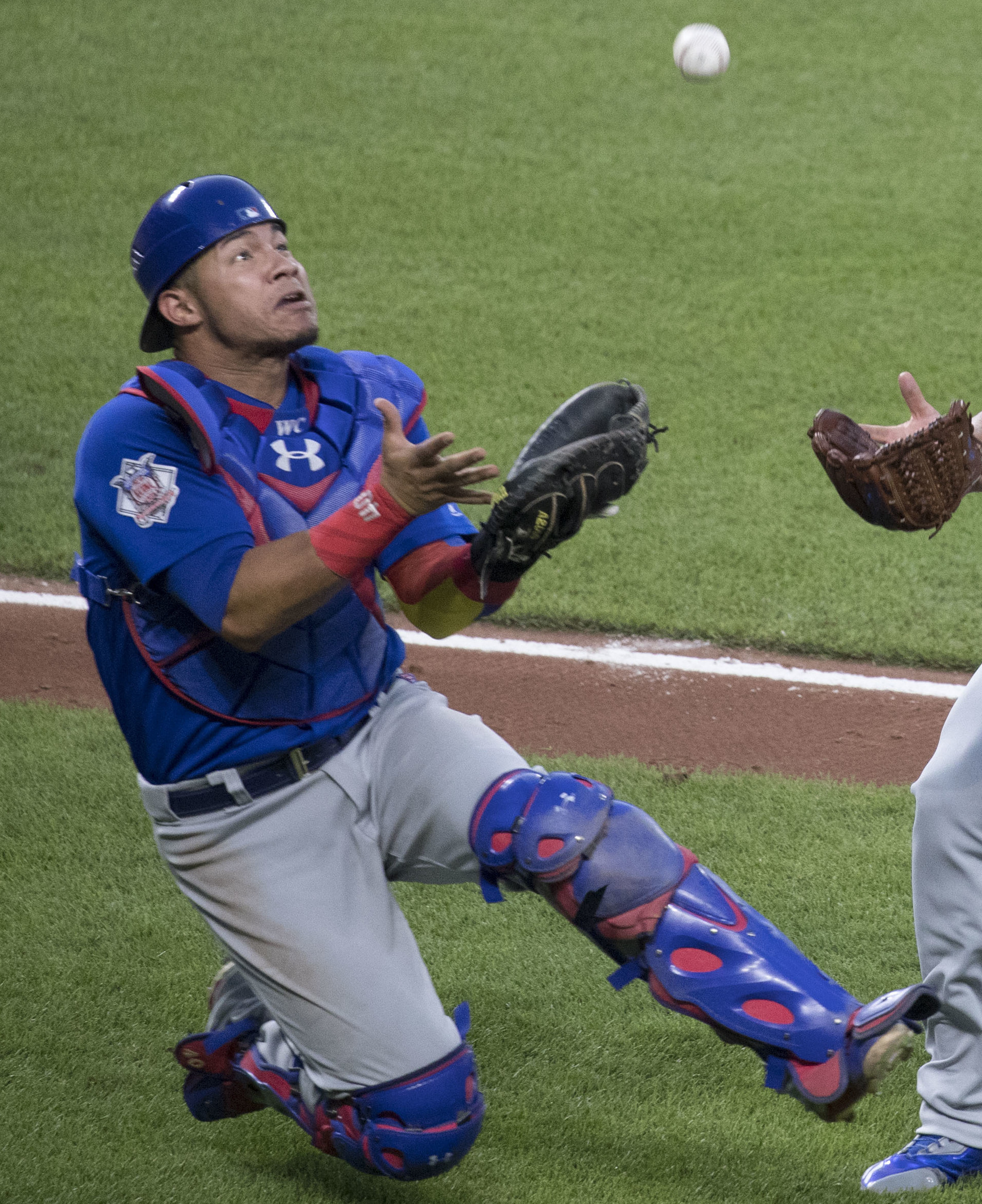
Contreras mentre tenta di agguantare una palla

Willson Contreras debuttò nella MLB il 17 giugno 2016, al Wrigley Field di Chicago contro i Pittsburgh Pirates. Il 19 giugno, Contreras batté un home run da due punti nel primo lancio del suo primo turno di battuta nella major league, dopo che il lanciatore aveva effettuato due pick-off verso la prima base, diventando così il 30º giocatore dell'era moderna a riuscirci. Concluse la sua prima stagione regolare nella MLB con 76 partite disputate, a fronte delle 55 giocate nella Tripla-A.
Nel post-stagione, Contreras fu determinante per la vittoria dei Cubs nella quarta partita della Division Series contro i San Francisco Giants, battendo come sostituto battitore un singolo da due punti nel nono inning che riportò in vantaggio la squadra che fino a quel momento stava perdendo per 2-1. La partita terminò con un punteggio di 2-5 consentendo alla squadra di accedere alla Championship Series. Divenne campione delle World Series al termine della settima partita svoltasi il 2 novembre e conclusasi dopo la mezzanotte, il 3 novembre, al Progressive Field di Cleveland.
Nel 2018 venne convocato per la prima volta per l'All-Star Game. L'anno successivo venne nuovamente convocato per il medesimo evento.

## Palmarès

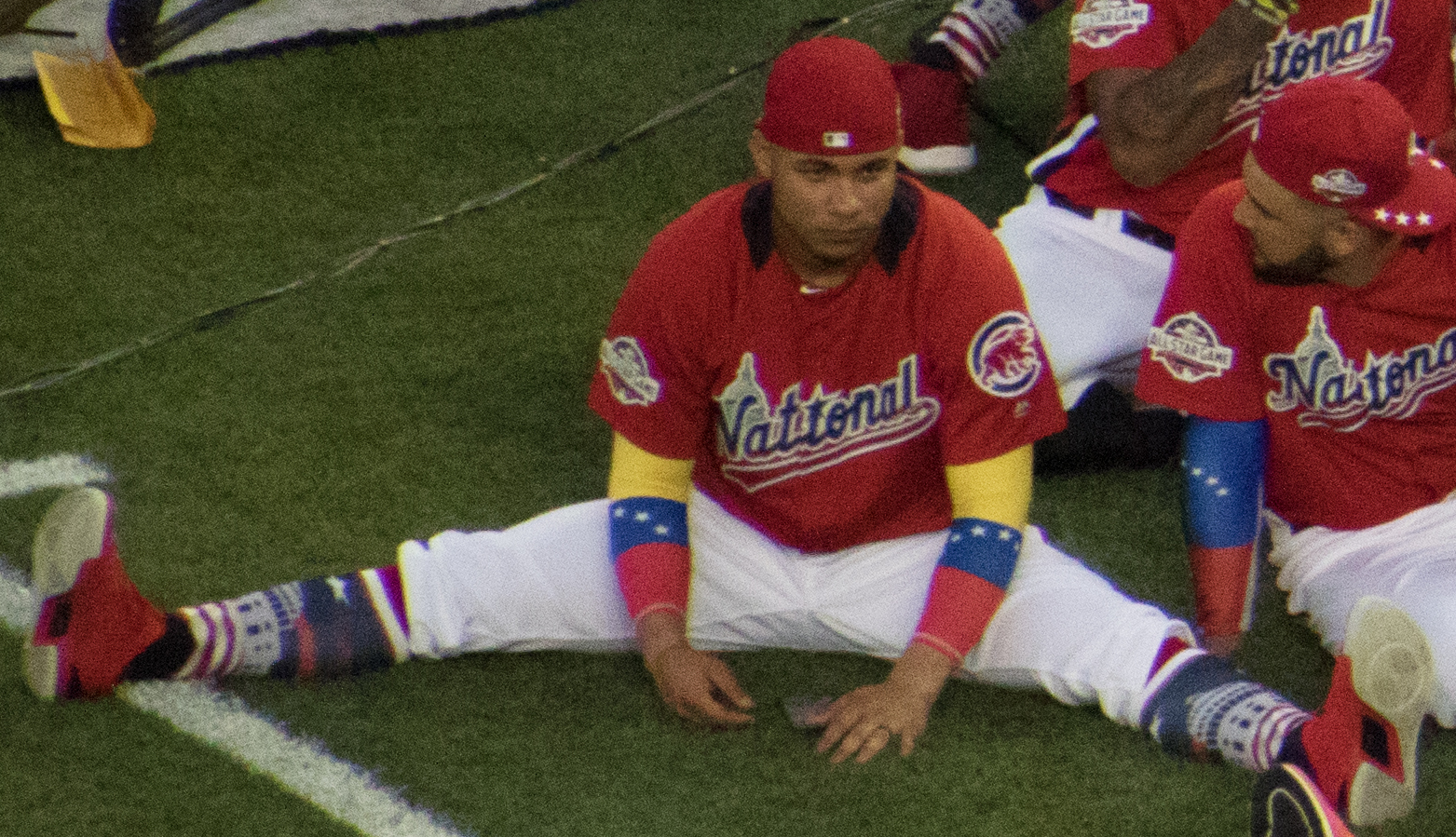
Contreras durante l'home run derby 2018

### Club
- World Series: 1

Chicago Cubs: 2016

### Individuale
- MLB All-Star: 2

2018, 2019
- Giocatore della settimana della National League: 1

6 agosto 2017